# Rewolwer Astra 357
Astra 357 – hiszpański rewolwer kalibru .357 Magnum.

## Historia
W 1972 roku hiszpańska firma Astra wprowadziła na rynek rewolwer kalibru .357 Magnum. Była to powiększona wersja rewolweru Cadix. Początkowo rewolwer był produkowany z lufami długości 76, 102 i 152 mm. Od 1976 roku sprzedawane były także rewolwery z lufami długości 216 mm. W następnych latach powstały wersje tego rewolweru kalibru .44 Magnum (Astra 44, 1974 rok), .45 Colt Long (Astra 45)
Od 1981 roku produkowane były rewolwery Astra 357 wykonane ze stali nierdzewnej (Inox) oraz sportowy rewolwer kalibru .38 Special (Astra Model 960). W 1986 roku powstała wersja Astra 357 Police.
Produkcje modeli Astra 44 i 45 zakończono w 1987 roku.

## Wersje
- Astra 357 – wersje kalibru .357 Magnum.
  - Astra 357 Police – wersja kalibru .357 Magnum, z lufą długości 102 mm, stałymi przyrządami celowniczymi i dodatkowym bębenkiem umożliwiającym strzelanie amunicją 9 x 19 mm Parabellum (produkowany od 1986 roku).
  - Astra Model 960 – wersja kalibru .38 Special, z lufą 152 mm, mechanizmem spustowym bez samonapinania i regulowanymi przyrządami celowniczymi.
  - Astra 357 Inox – wersja ze stali nierdzewnej kalibru .357 Magnum.
- Astra 44 – wersja kalibru .44 Magnum.
  - Astra 44 Inox – wersja ze stali nierdzewnej kalibru .44 Magnum.
  - Astra 44 Terminator – wersja kalibru .44 Magnum z lufą 70 lub 76 mm.
- Astra 45 – wersja kalibru .45 Colt Long
  - Astra 45 Terminator – wersja kalibru .45 Colt Long z lufą 70 lub 76 mm.

## Opis
Astra 357 był bronią powtarzalną. Szkielet jednolity. Bęben nabojowy odchylany na lewą stronę. Mechanizm uderzeniowy kurkowy, z samonapinaniem. Sprężyna uderzeniowa wewnątrz chwytu, blokowana przy pomocy szyny współpracującej z obrotowym pierścieniem. Pierścień posiada cztery otwory na żerdź popychacza kurka. Każdemu otworowi odpowiadało inne napięcie sprężyny uderzeniowej i w rezultacie siła spustu.
Astra 357 była zasilana z sześcionabojowego bębna nabojowego. Łuski z bębna były usuwane przez rozładownik gwiazdkowy po wychyleniu bębna ze szkieletu.
Lufa gwintowana.
Przyrządy celownicze mechaniczne stałe lub regulowane (muszka i szczerbinka).